# 第一号型水雷艇
| 第一号型水雷艇 | 第一号型水雷艇                                                                        |
| -------------- | ------------------------------------------------------------------------------------- |
| 第1号水雷艇    |                                                                                       |
| 艦級概観       |                                                                                       |
| 艦種           | 水雷艇                                                                                |
| 艦名           |                                                                                       |
| 前級           | -                                                                                     |
| 次級           | 小鷹                                                                                  |
| 次級           | 第五号型水雷艇                                                                        |
| 要目（竣工時） |                                                                                       |
| 排水量         | 常備：40トン                                                                          |
| 全長           | 垂線間長：29.41m (96ft 6in)                                                           |
| 全幅           | 3.81m (12ft 6in)                                                                      |
| 吃水           | 0.94m (3ft 1in)                                                                       |
| 機関           | 汽車缶1基 直立式2気筒2段膨張レシプロ1基 1軸、430馬力（計画）、280馬力（公試）         |
| 速力           | 17ノット（計画）、14.38ノット（公試）                                                 |
| 航続距離       | 12ノットで1,000海里                                                                   |
| 燃料           | 石炭：3トン                                                                           |
| 乗員           |                                                                                       |
| 兵装           | ノルデンフェルト式25mm4連装機砲1基 外装水雷1基（1885年に36cm単装魚雷発射管1基に交換） |
| 同型艦         | 4隻                                                                                   |

第一号型水雷艇（だい1ごうがたすいらいてい）は日本海軍の水雷艇。同型艇4隻。日本海軍水雷艇の文字通りの第1号である。

## 概要
1877年（明治10年）頃の日本はまだ新興の弱小海軍でしかなく、当時の大国清の艦隊に対抗するために水雷艇を導入、1880年（明治13年）に第1号をヤーロー社に発注した。これはソーニクロフト社がノルウェー海軍の水雷艇「ラプス（Raps）」を完成させたのが1873年（明治6年）であり、イギリス最初の水雷艇「ライトニング（Lightning）」建造が1877年（明治10年）で、それからわずか3年、世界的に見ても早い導入だった。続いて2,3,4号の3隻もヤーロー社に注文、組立は4隻とも横須賀造船所で行い第1号は1881年（明治14年）に、残りの3隻はやや遅れて1884年（明治17年）に竣工した。
速力は17ノットの計画であったが14ノット強しか出ず、また完成した時には諸外国の水雷艇は20ノットに達しようとしていた。
兵装は外装水雷を艦首に装備していた。日本海軍の魚雷導入は1882年（明治15年）にオーストリア・シュワルツコッフ社に朱式魚雷50本を初めて発注、第1号型には1885年（明治18年）に旋回式魚雷発射管が装備された。
1894年（明治27年）の日清戦争では既に2線級であったため内地の警備に当たり、1899年（明治32年）に4隻とも除籍された。

## 同型艇
全てヤーロー社建造、横須賀造船所組み立て。
- 第1号 : 1881年（明治14年）5月2日竣工。1899年（明治32年）5月31日除籍。
- 第2号 : 1884年（明治17年）2月26日竣工。1899年（明治32年）5月31日除籍。
- 第3号 : 1884年（明治17年）10月10日竣工。1899年（明治32年）5月31日除籍。
- 第4号 : 1884年（明治17年）10月10日竣工。1899年（明治32年）5月31日除籍。